# Hippolyte Maindron

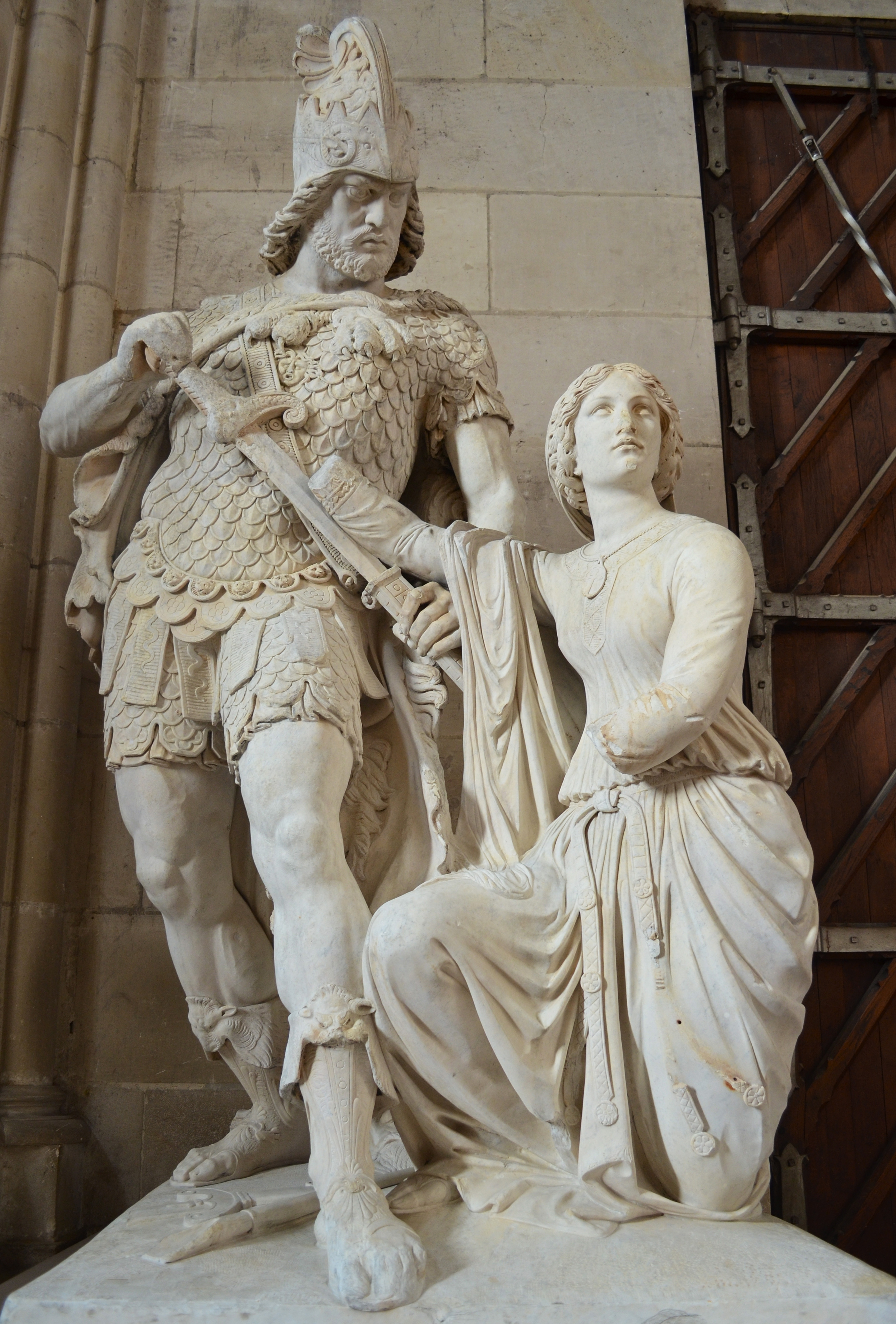
Hippolyte Maindron, Genoveva avväpnar Attila.

Étienne Hippolyte Maindron, född 1801 i Champtoceaux, död den 21 mars 1884 i Paris, var en fransk skulptör. Han var far till Maurice Maindron.

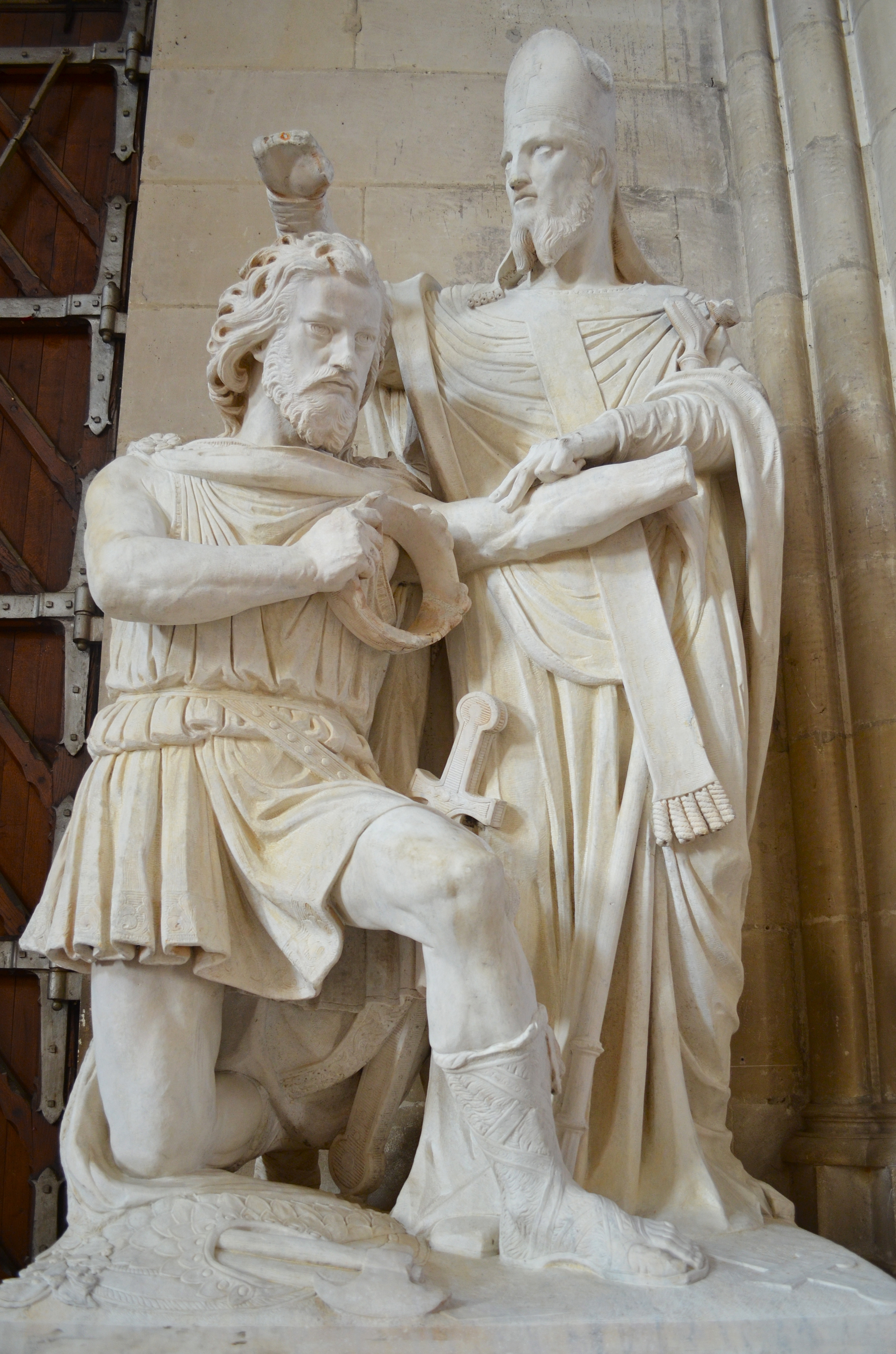
Hippolyte Maindron, Klodvigs dop.

Maindron, som var elev av David d'Angers, debuterade 1834 med En herde biten av en orm. Av hans senare arbeten märks Velleda (1839, Luxembourgmuseet), Genoveva avväpnar Attila och Klodvigs dop (två stora grupper i marmor i Panthéons portik), Frankrikes resignation (1874) och religiösa bildverk i katedralerna i Sens och Reims jämte porträttstoder och byster.